# Kopanina (Brdská vrchovina)
Kopanina, známější pod názvem Cukrák, je kopec s vrcholem v nadmořské výšce 411,1 m n. m. v severní části Hřebenů v Brdské vrchovině, s vrcholem na území obce Jíloviště, jižně od Prahy, který zaujímá oblast mezi řekami Vltava a Berounka až do několikakilometrové vzdálenosti. Na vrcholu kopce stojí od roku 1961 televizní a rozhlasový vysílač Cukrák, vysoký 193,5 m.
Vrch je z velké části zarostlý lesem. Ten na dvě poloviny dělí dálnice D4, vedoucí po hřebeni Hřebenů z Prahy do Mníšku pod Brdy a směrem na Strakonicko. V lesích jsou vyznačeny turistické trasy, na vltavské straně kopce je také několik vyhlídek na údolí řeky a ohrada na muflony. Na severní část zasahuje zbraslavská část Baně. Při vltavské straně u Strnad se nachází Zbraslavský kamenolom, kde se těží spilit, tufit a jílovitá břidlice,[zdroj?] která se zpracovává na štěrk.